# Esclarecimentos sobre Maçonaria
Esclarecimentos sobre Maçonaria (em inglês:  Illustrations of Masonry), do Maçom britânico William Preston, foi o primeiro livro a apresentar um estudo organizado dos conhecimentos maçônicos e a fazer um relato - parcialmente lendário e parcialmente histórico - da evolução da Maçonaria na Inglaterra desde "tempos imemoriais" até a data da publicação. O livro também é conhecido por trazer a primeira descrição de diversas cerimônias maçônicas, como na ocasião do funeral de um Mestre Maçom ou da consagração de uma Loja.

## Contexto Histórico
Após ser iniciado na Maçonaria, em 1763, e particularmente após ser eleito Mestre de Loja, William Preston realizou um amplo trabalho de pesquisa de documentos antigos, bem como de consulta com Maçons de toda a Inglaterra e do continente europeu. Após alguns anos, todo o conhecimento acumulado foi estruturado na forma das Preleções de Preston, contendo o que era essencial para os graus de Loja Simbólica. Recebendo incentivo dos membros de sua Loja e Grande Loja, Preston decidiu, às próprias custas, publicar um livro que servisse como marco de conhecimento da Maçonaria inglesa do século XVIII e que também reunisse a história dos Maçons na Inglaterra, particularmente no século XVII e depois da fundação da Grande Loja de Londres.

## Conteúdo
Esclarecimentos sobre Maçonaria é dividido em quatro livros, contando ainda com um anexo de hinos, odes e canções maçônicas. Conforme seu Prefácio, no Livro I, "demonstra-se a excelência da Maçonaria". No Livro II, "esclarece-se o plano geral dos assuntos tratados nos três graus da Ordem" e traz-se "uma breve descrição das antigas cerimônias da Ordem". O Livro III traz a cópia e comentários sobre um Antigo Manuscrito da Sociedade. O Livro IV contém a história da Maçonaria na Inglaterra, "desde sua primeira aparição até 1812". O anexo contém a coleção de hinos e canções, que "desempenhados nas assembleias [dos Maçons] podem ajudar bastante a avivar os trabalhos".

### Livro I
Intitulado A excelência da Maçonaria demonstrada, esta parte contém 10 preleções sobre a sociedade maçônica, incluindo discussões sobre: a simetria e a proporção que existem na natureza e como estas levam a mente naturalmente à reflexão sobre o Grande Arquiteto do Universo; as vantagens resultantes do cultivo da amizade; a origem da Maçonaria entre os construtores da Idade Média; a diferença entre Maçonaria operativa e Maçonaria especulativa; e a importância da caridade entre os Maçons.

### Livro II
De nome Um esclarecimento sobre as preleções, este livro está dividido em seis seções. Após a primeira, que traz observações gerais sobre a importância do ensino e da instrução dos Maçons, a segunda seção contém explicações sobre a cerimônia de abertura e de encerramento em Loja, bem como os Antigos Encargos que eram lidos nas Lojas dos séculos anteriores ao XVIII. As terceira, quarta e quinta seções reúnem comentários sobre as preleções que Preston criou para instruir os Maçons e que eram propagadas por sua Order of Harodim. Finalmente, a sexta seção descreve "as antigas cerimônias da Ordem": para constituir uma Loja; para consagrar uma Loja; para instalar o Mestre da Loja; para o lançamento de pedras fundamentais em estruturas públicas; para a dedicação de salões maçônicos; e em funerais de Mestres Maçons.

### Livro III
Com o título de Os princípios da Maçonaria explicados, traz a cópia do Manuscrito Leland, que teria sido encontrado pelo filósofo John Locke e traria uma sequência de perguntas e respostas apresentadas diante do rei Henrique VIII da Inglaterra. Preston acrescenta uma série de explicações para elucidar as respostas, incluindo a teoria de que Pitágoras teria sido um precursor da sociedade dos maçons.

### Livro IV
O quarto livro chama-se A história da Maçonaria na Inglaterra e ocupa 3/5 do texto. Baseado nos manuscritos disponíveis em sua época e nos relatos dos Maçons mais antigos que conheceu ao longo de sua pesquisa na Inglaterra e na Europa, Preston começa com a origem lendária na província romana de Britânia, seguindo a influência dos druidas celtas e dos Templários. A alegada interação de diversos reis ingleses - desde Etelstano até a rainha Elizabeth I e o rei George I - alcança seu auge com o restabelecimento da Maçonaria no sul da Inglaterra, através da fundação da Grande Loja de Londres e de Westminster. A partir deste ponto, Preston torna-se fonte secundária, a partir dos relatos dos Maçons mais velhos, e primária, desde sua Iniciação em 1763 até a publicação do livro, em 1772. As 12 edições sucessivas trouxeram acréscimos ao Livro IV, de modo que a história se estende até 1812, incluindo ainda as notícias do desenvolvimento da Maçonaria na Escócia, nas colônias britânicas ao redor do mundo e no continente europeu.

## Importância dentro da Maçonaria
As preleções e o livro de Preston influenciaram profundamente Thomas Smith Webb, responsável por determinar os fundamentos do Rito de York com o seu Freemason's Monitor, de 1797. Pouco antes de falecer, Preston concedeu à Grande Loja verba para que anualmente fossem preferidas as "Preleções Prestonianas", baseadas em suas próprias preleções da Order of Harodim e do material disponível no Esclarecimentos sobre Maçonaria. Este costume se manteve até 1862, sendo retomado em 1924 com tema maçônico livre e permanecendo popular até hoje.

## Publicação em português
À parte iniciativas particulares de tradução, Esclarecimentos sobre Maçonaria foi publicado pela primeira vez no Brasil em 2017, pela Arcanum Editora. Não existe registro de edições em outros países lusófonos.